# کلاودیا مولر
کلاودیا مولر (زادهٔ ۲۱ مه ۱۹۷۴ در شهر برمن) یک فوتبالیست زن اهل آلمان و بازیکن بازنشستهٔ تیم ملی فوتبال زنان آلمان است. وی در پست فوروارد فوتبال بازی می‌کرد. او در ۴۶ بازی که ازسال ۱۹۹۶ تا ۲۰۰۱ برای تیم ملی آلمان انجام داده موفق به زدن ۲۳ گل شده است. مولر در فینال جام جهانی فوتبال زنان ۱۹۹۹ و بازی‌های المپیک تابستانی ۲۰۰۰ برای تیم ملی فوتبال زنان آلمان بازی کرده است.